# Округ Котл (Тексас)
Округ Котл (енгл. Cottle County) је округ у америчкој савезној држави Тексас. По попису из 2010. године број становника је 1.505.

## Демографија
Према попису становништва из 2010. у округу је живело 1.505 становника, што је 399 (21,0%) становника мање него 2000. године.
| Група             | 2000.         | 2010.         |
| Белци             | 1.348 (70,8%) | 1.043 (69,3%) |
| Афроамериканци    | 188 (9,9%)    | 133 (8,8%)    |
| Азијати           | 0 (0,0%)      | 0 (0,0%)      |
| Хиспаноамериканци | 360 (18,9%)   | 316 (21,0%)   |
| Укупно            | 1.904         | 1.505         |